# 比基尼环礁
11°35′N 165°23′E / 11.583°N 165.383°E
比基尼环礁（英語：Bikini Atoll，亦作，/ˈbɪkɪˌniː/或/bɪˈkiːni/，發音：[pʲiɡinnʲi]）是屬于马绍尔群岛共和国的一个堡礁，由23個小島環繞着一個面積達229.4平方英里（594.1 km2）的潟湖組成。美国从1946年到1958年在马绍尔群岛共进行了20多次原子弹和氢弹的核試爆。2010年7月31日被列入世界文化遺產，比基尼泳衣名稱來自於比基尼环礁。

## 命名
比基尼環礁的英文名（Bikini）是來自德屬新幾內亞時期德國人的命名（Bikini）。而這一名稱來自當地人對該島的稱呼。馬紹爾語中，Pik的意思是陸地，Ni則是椰子，因此其島名在馬紹爾語中的意思是「椰子島」。
比基尼环礁被德國航海家及探險家奥托·冯·科策布發現之時，本來被命名為埃施朔尔茨环礁，以紀念波罗的海德国裔科學家约翰·弗里德里希·冯埃施朔尔茨。

## 比基尼泳衣

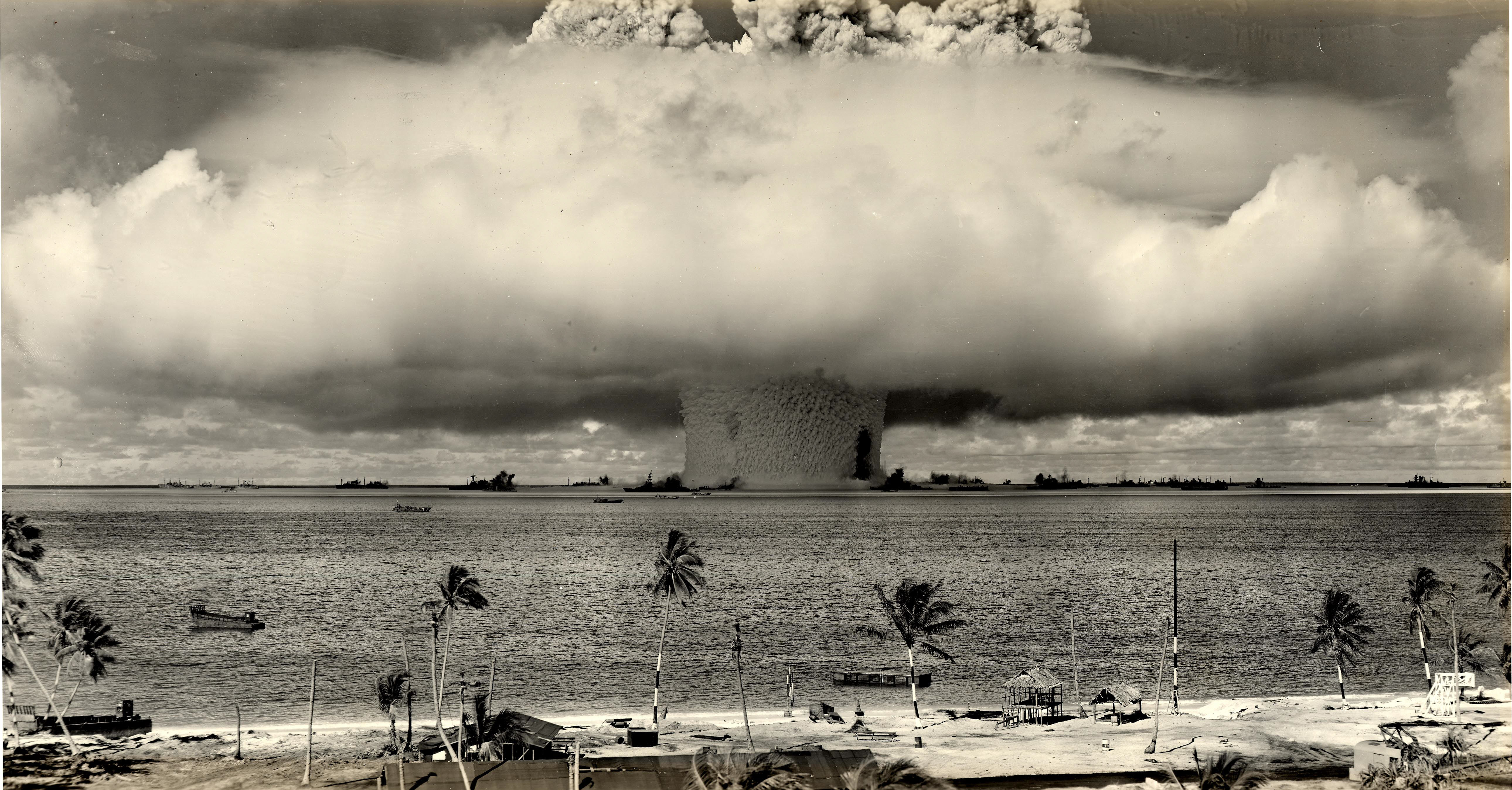
比基尼环礁進行的首次核試：十字路行動

「比基尼」一词于1946年由比基尼的发明者巴黎工程师路易斯·雷德创造，他以实验过原子弹的比基尼环礁的名字命名此件女性泳衣，藉此来创造爆炸性的吸引力和话题，因此取名“比基尼”。

## 世界遺產

### 登錄基準
该世界遗产被认为满足世界遺產登錄基準中的以下基準而予以登錄：
- （iv）关于呈现人类历史重要阶段的建筑类型，或者建筑及技术的组合，或者景观上的卓越典范。
- （vi）具有显著普遍价值的事件、活的传统、理念、信仰、艺术及文学作品，有直接或实质的连结（世界遗产委员会认为该基准应最好与其他基准共同使用）。